# Dépendance fonctionnelle personnelle
La dépendance fonctionnelle personnelle est la situation en laquelle une personne handicapé qui réquiert d'aide ou assistance pour réaliser activités quotidiennes. Elle est une condition très associée avec la vieillesse sans se limiter à cette condition. L'aide qu'est donnée aux personnes dans cette situation s'appelle soins de longue durée.

## Histoire
Le phénomène de la dépendance a existé toujours pendant l'histoire de l'humanité mais sa généralisation a lieu dans les sociétés postmodernes, c'est pour ça la généralisation est un fait moderne. La protection pour les personnes en situation de dépendance est une part de l'État providence. L'Organisation des Nations unies, le Conseil de l'Europe et l'Union européenne ont publié documents à propos de la dépendance.

## Les dimensions de la dépendance
Les dimensions de la dépendance sont les suivantes :
- La dépendance économique : on ne peut pas cotiser au marché du travail.
- La dépendance physique : la perte du contrôle des fonctions corporelles et de pouvoir interagir avec l'environnement.
- La dépendance sociale : la perte des personnes et relations sociales significatives.
- La dépendance mentale : la perte de capacité de résolution de ses problèmes et de prendre décisions propres.

« La dépendance dans un aspect du fonctionnement n*implique pas la dépendance dans d'autres aspects et, souvent, l'aide dans un aspect a tendance à atténuer les problèmes de dépendance dans d'autres aspects du fonctionnement ». Malgré tout, on considère souvent seulement la dimension physique.

## Les causes de la dépendance
Les causes se regroupent dans:
- Causes physiques: Fragilité physique, maladie chronique et utilisation des médicaments.
- Causes mentales: troubles mentaux et traits de la personnalité.
- Causes liées au contexte: environnement physique et social (contingences environnementales et expectations et stéréotypes).